# Видов црноухи мармозет
Видов црноухи мармозет (лат. Callithrix kuhlii) је врста примата (Primates) из породице Callitrichidae. 

## Распрострањење
Ареал врсте је ограничен на једну државу. Источни Бразил је једино познато природно станиште врсте.

## Станиште
Станиште врсте су шуме. 

## Угроженост
Ова врста је на нижем степену опасности од изумирања, и сматра се скоро угроженим таксоном.